# Naturálgazdálkodás
A naturálgazdálkodás közgazdasági fogalma azt a kezdetleges termelési tevékenységet takarja, amikor a gazdálkodó egység – jellemzően parasztgazdaság – elsősorban a saját (gazdasági és személyi) szükségleteinek a kielégítésére termel. A fogalom tartalma és használata a nemzetközi közgazdasági irodalomban erősen keveredik, sőt gyakorlatilag egybeesik az önfenntartó gazdálkodás (subsistence economy) fogalmával. Ebben a cikkben nem teszünk különbséget a két fogalom között.
A gazdálkodásnak ezt a formáját a termelés technikai és emberi tényezőinek, a termelőerőknek a fejlődésével fokozatosan kiszorította az áru- és pénzgazdálkodás.
A naturálgazdálkodás vagy önfenntartó gazdálkodás a modern korban is időnként és helyenként divatossá válik a „vissza a természethez” mozgalmak, különböző környezetvédői irányzatok soraiban.

## Meghatározásai
A naturálgazdálkodás az emberi gazdálkodás eredeti formája, ami közvetlenül a szűkebb közösség, család szükségleteinek kielégítésére irányul, anélkül, hogy igénybe venné az árucsere – esetleg nem is létező – lehetőségét.
A fogalom egyik klasszikus meghatározása szerint a naturálgazdálkodás olyan kezdetleges gazdálkodási forma, amelynek elsődleges célja a termelőegység belső gazdasági és személyi szükségleteinek kielégítése. Ennek során a termelők létrehozzák mindazt, amire az adott körülmények között feltétlenül szükségük van, és annak túlnyomó  részét el is fogyasztják vagy saját fogyasztásukra tartalékolják. A megtermelt javak nem vagy csak igen kis arányban válnak áruvá. Árucserére esetleg cserekereskedelem formájában kerül sor, pénzhasználat alig vagy egyáltalán nem létezik.
Egy másik meghatározás arra helyezi a hangsúlyt, hogy a naturálgazdálkodás során nem kerül sor pénz használatára. A forrásokat és a termékeket szükség esetén természetbeni csere (barter) formájában, esetleg a hagyományaik által diktált formában, vagy a közösség törvényei alapján osztják el egymás között. A naturálgazdálkodás fejlettebb, összetettebb formáiban bizonyos árucikkek felvehetik a pénz szerepét, de az ilyen formában zajló árucsere csak kivételes lehet. A termékek nagy többsége közvetlen felhasználásra kerül.
Az önfenntartó gazdaság (subsistence economy) fogalma az egyén közvetlen létfenntartása, az élelem, ruházat, lakás biztosítása felől közelíti meg a tárgyat. Itt is hangsúlyozzák, hogy a gazdálkodásnak ez a formája nem használja a pénzt. Az önfenntartó gazdálkodás formái a vadászat és gyűjtögetés, valamint a kezdetleges önfenntartó mezőgazdaság. A rendelkezésre álló természeti erőforrásokat az ilyen gazdálkodás során általában – de nem mindig – a lehetőségekhez képest csak csekély mértékben hasznosítják.
A naturálgazdálkodás során érdemleges többlettermék nem keletkezik, az esetleges tartalékok csak a nehéz időszakok áthidalására szolgálnak. Az időszakos bőség idején keletkező többletterméket gyakran közös ünnepek, lakomák során fogyasztják el.

## A fogalom használata a történeti szakirodalomban
A fogalmat leggyakrabban más gazdálkodási formáktól, különösen a kapitalizmustól való eltérések kimutatására alkalmazzák. Rosa Luxemburg véleménye szerint a naturálgazdálkodás felszámolása a kapitalizmus létrejöttének szükségszerű előfeltétele volt. Karl Marx az Inka Birodalom gazdálkodását naturálgazdálkodásnak nevezte a környező területektől való elszigeteltsége miatt és mivel az a természetbeni cserét alkalmazta profit létrehozása helyett.
Henri Pirenne belga gazdaságtörténész arra mutatott rá, hogy a középkori Európa gazdálkodása is nagyrészt naturálgazdálkodás volt, mivel a pénz, létezése ellenére, sokkal kisebb szerepet játszott, mint a későbbiekben.

## Az önfenntartó naturálgazdálkodás egyes történelmileg kialakult formái, válfajai
Az emberi társadalmak, különböző népcsoportok a lakóhelyük szerinti természeti viszonyokhoz alkalmazkodva az önfenntartó gazdálkodás különböző stratégiáit alakították ki. 
- Vadászat és gyűjtögetés – átfogó fogalom, magában foglalja a halászatot is.
  - Megélhetési halászat(wd) — a nem-kereskedelmi, saját célokat szolgáló, egyszerű eszközökkel folytatott halfogásnak a helyi körülményekhez alkalmazkodó legkülönbözőbb formái
  - Bennszülött bálnavadászat(wd) – a természeti népek csoportjai által saját fogyasztásra folytatott, az állatvédelmi szempontok dacára ma is engedélyezett bálnavadászat
- Létfenntartó mezőgazdaság
  - Kertészet(wd)
- Állattenyésztés
  - Nomadizmus
  - Transzhumáló pásztorkodás

## Fordítás
- Ez a szócikk részben vagy egészben  a   Natural economy című angol Wikipédia-szócikk ezen változatának fordításán alapul.  Az eredeti cikk szerkesztőit annak laptörténete sorolja fel. Ez a jelzés csupán a megfogalmazás eredetét és a szerzői jogokat jelzi, nem szolgál a cikkben szereplő információk forrásmegjelöléseként.
- Ez a szócikk részben vagy egészben  a   Subsistence economy című angol Wikipédia-szócikk ezen változatának fordításán alapul.  Az eredeti cikk szerkesztőit annak laptörténete sorolja fel. Ez a jelzés csupán a megfogalmazás eredetét és a szerzői jogokat jelzi, nem szolgál a cikkben szereplő információk forrásmegjelöléseként.